# Finn Aaberg
Finn Aaberg (født 1. maj 1940, død 19. maj 2015) var borgmester i Albertslund Kommune 1978-2009, valgt for Socialdemokraterne.
Aaberg, der var uddannet i kemi og biokemi (cand.scient.pharm.) fra Københavns Universitet, var medlem af kommunalbestyrelsen i Albertslund Kommune siden 1970 og borgmester siden 1978. Han var desuden medlem af og formand for DR's bestyrelse 1995-2002. I perioden 2007-2013 formand for Movia.
I udlændingedebatten markerede Aaberg sig som en af de socialdemokratiske borgmestre, der efterlyste en mere åben debat, og foreslog blandt andet et forbud mod familiesammenføringer.
Finn Aaberg var far til Hjalte Aaberg. Han døde 19. maj 2015 efter længere tids sygdom.